# Tichla (commune)
Pour les articles homonymes, voir Tichla (homonymie).
Tichla est une localité de la partie du Sahara occidental sous administration, de facto, du Maroc. Dans le cadre de l'organisation territoriale marocaine, c'est une commune rurale de la province d'Aousserd, dans la région Dakhla-Oued Ed Dahab.

## Géographie

### Localisation
La commune de Tichla se trouve au centre de l'extrême sud du Sahara occidental : aux portes de la Mauritanie, dans la zone sous contrôle du Maroc (le Sahara occidental dans son ensemble étant inclus, pour le Maroc, dans ses provinces du Sud), et du mur des Sables.
Elle fait partie d'une aire de nomadisme.

### Relief, géologie et hydrographie
La commune de Tichla a une altitude moyenne de 280 m.

### Voies de communication et transports
Une route provinciale de 83 km relie Tichla à Aousserd (P1105).
L'aéroport le plus proche est celui de Dakhla, dans la province d'Oued ed Dahab.

## Histoire
Du temps du « Sahara espagnol », un dispensaire fut ouvert sur le territoire de Tichla. Le 8 juillet 1987, pendant la guerre du Sahara occidental, le mur des sables construit par l'armée marocaine est attaqué avec succès par les indépendantistes du Front Polisario.

## Administration et politique

### Cadre général marocain
Dans le cadre de l'administration territoriale marocaine, Tichla est une commune rurale (collectivité territoriale) qui dépend de la province d'Aousserd et, au-delà, de la région Oued Ed Dahab-Lagouira (autres collectivités territoriales). Au sein de la province d'Aousserd, elle fait partie de subdivisions purement administratives (autrement dit, qui ne sont pas des collectivités territoriales, mais pouvant servir à des services déconcentrés de l'État) : le caïdat de Tichla, relevant lui-même du cercle d'Aousserd.

### Administration municipale
Le président de son conseil communal est El Kouri Essayed, né le 1er janvier 1970 et affilié à l'Union socialiste des forces populaires (donnée liée aux élections communales de 2009).

## Population et société

### Démographie
Selon les recensements, tels que successivement pratiqués dans une aire de nomadisme, la population totale de la commune de Tichla était de 152 habitants pour 33 ménages en 1982, de 290 pour 57 ménages en 1994 et de 6 036 pour 102 ménages en 2004.

### Santé
D'après une donnée de 2013, la construction d'un centre de santé communal avec module d'accouchement (CSCA) y est projetée.

## Culture locale et patrimoine

### Personnalités de la commune
- Ould Akmach, ancien responsable du Front Polisario, y est né en 1954[12].